# Gerichtsamt Hohnstein
Das Gerichtsamt Hohnstein war in den Jahren zwischen 1856 und 1860 die unterste Verwaltungseinheit und nach der Abschaffung der Patrimonialgesetzgebung im Königreich Sachsen Eingangsgericht. Es hatte seinen Amtssitz in der Stadt Hohnstein.

## Geschichte
Nach dem Tod des sächsischen Königs Friedrich August II. wurde unter der Regierung von dessen Nachfolger König Johann nach dem Vorbild anderer Staaten des Deutschen Bundes die Abschaffung der Patrimonialgesetzgebung verordnet. An die Stelle der bisher im Königreich Sachsen in Stadt und Land vorhandenen Gerichte der untersten Instanz traten die zentral gelegenen Bezirksgerichte und Gerichtsämter in nahezu allen größeren Städten. Die Details der Verwaltungsreform regelten das sächsische Gerichtsverfassungsgesetz vom 11. August 1855 und die Verordnung über die Bildung der Gerichtsbezirke vom 2. September 1856.
Stichtag für das Inkrafttreten der neuen Behördenstruktur im Königreich Sachsen war der 1. Oktober 1856. Aufgelöst wurde das Justizamt Hohnstein. Das neu gebildete Gerichtsamt Hohnstein unterstand dem Bezirksgericht Pirna. Sein Gerichtsbezirk umfasste Hohnstein, Cunnersdorf, Ehrenberg, Goßdorf, Heeselicht, Hohburkersdorf, Lohsdorf, Rathewalde, Stürza, Ulbersdorf (Ober- und Nieder-), Waitzdorf, Zeschnig und das Ehrenberger, Hohnsteiner, Rathener und Lohmener Forstrevier mit dem Basteigebäude.
Das Gerichtsamt Neustadt wurde zum 30. September 1860 aufgehoben und sein Gerichtssprengel an andere Gerichtsämter verteilt. Das Gerichtsamt  Schandau erhielt Hohnstein, Gotzdorf und Waizdorf, das Gerichtsamt Stolpen bekam Cunnersdorf, Heeselicht, Hohburkersdorf, Rathewalde, Stürza, Zeschnig, das Gerichtsamt Neustadt Ehrenberg und das Ehrenberger Forstrevier und das Gerichtsamt Sebnitz Lohsdorf und Ulbersdorf (Ober- und Nieder-) und das Gerichtsamt Königstein das Lohmener Forstrevier mit dem Basteigebäude.